# Recherche biographique en éducation
 (janvier 2017).
Si vous disposez d'ouvrages ou d'articles de référence ou si vous connaissez des sites web de qualité traitant du thème abordé ici, merci de compléter l'article en donnant les références utiles à sa vérifiabilité et en les liant à la section « Notes et références ».
 (janvier 2017).
- Si vous ne connaissez pas le sujet, laissez ce bandeau (vous pouvez alors contacter les auteurs).
- Si vous supprimez le contenu mis en cause (vous pouvez préalablement contacter les auteurs),

argumentez précisément cette suppression dans la page de discussion
(un manque de référence n'est pas un argument ; une recherche réelle de référence doit avoir été effectuée, être formellement documentée).
La recherche biographique en éducation est un champ de recherche qualitative qui circule internationalement et se trouve largement développé en Allemagne (Biographieforschung), qui en est le terreau, dans les pays anglo-saxons (Biography research), mais aussi en Espagne, au Portugal, en Amérique latine. En France, la recherche biographique en éducation a des liens de filiation tant avec "l’approche biographique" en sciences humaines et sociales qu’avec le courant des "histoires de vie en formation", dont elle se distingue cependant. Elle  est principalement portée par l’association et la revue " Le Sujet dans la cité"  et par le CIRBE (Collège international de recherche biographique en éducation) qui regroupe plusieurs universités et organismes de recherche en France et à l'étranger.     
L’émergence de la recherche biographique est contemporaine d’une nouvelle configuration du rapport de l’individu au social, dans laquelle la biographie, en tant que processus de construction de l’existence individuelle, devient le centre de production de la sphère sociale. La recherche biographique se donne pour objet d’explorer cet espace du biographique comme dimension constitutive des processus d’individuation et de socialisation et d’en interroger les multiples dimensions – anthropologique, sémiotique, cognitive, psychique, sociale, politique – afin de mieux comprendre les liens de production et de construction réciproque des individus et des sociétés.   
La recherche biographique en éducation considère que la manière dont les individus biographient ce qu’ils font et ce qu’ils sont dans les multiples sphères de leur vie personnelle et sociale est constitutive du "procès d’éducation" caractéristique du développement humain. Les travaux menés au titre de la recherche biographique montrent les liens étroits entre éducation et individuation, éducation et socialisation. Ils invitent à tenir ensemble les facteurs et les enjeux multidimensionnels de l’éducation et à redéfinir celle-ci comme un processus large recouvrant toutes les formes de l’expérience individuelle et collective dans ses interactions avec des environnements historiques, culturels, sociaux, économiques, politiques.
Les recherches conduites dans ce champ se développent à des niveaux globaux et/ou locaux dans différents domaines : la santé, l’institution scolaire, le travail, les migrations, le genre, l’intervention sociale, etc. Elles cherchent à saisir ce que l'individu fait de ses expériences, du sens qu'il leur attribue dans une écriture de son existence interagissant avec les récits qui l’environnent. En montrant comment les êtres humains "donnent forme à leurs expériences, comment ils font signifier les situations et les événements de leur existence", elles visent à mettre en évidence l’ensemble des activités par lesquelles l’individu inscrit son existence dans le temps, élabore son expérience, s’approprie le monde social et le produit à son tour. Si ces activités peuvent prendre une pluralité de manifestations, la recherche biographique en éducation accorde cependant une attention particulière à la parole que le sujet tient sur lui-même, et en particulier au récit sollicité dans sa capacité d’élaboration et de performation de l’expérience. 
Les chercheurs engagés dans ce champ considèrent les acteurs dont ils interrogent l’expérience et dont ils sollicitent la parole comme des "co-chercheurs" partageant avec eux la démarche de production de la connaissance. Ils les envisagent également comme des personnes ouvertes, capables de se former et de développer une puissance d’interagir éthiquement avec leur environnement. Ils leur proposent des espaces de transmission, d’échange et de production de connaissances qui contribuent à renouveler certaines perspectives plus traditionnelles de la recherche.

## Fondements de la recherche biographique en éducation
Si les écritures de soi et les écritures de la vie peuvent se prévaloir d’une longue tradition littéraire, morale et philosophique, l’attention "scientifique" portée à ces mêmes écrits ("histoires de vie" ou "récits de vie") et leur entrée dans le champ théorique des sciences sociales et humaines, notamment dans le champ de la recherche biographique en éducation, sont beaucoup plus récentes.  

### Les Lumières allemandes et la reconnaissance de l’historicité humaine.
Il faut attendre le dernier quart du XVIIIe siècle pour trouver les premiers témoignages d’un intérêt scientifique pour les écrits autobiographiques. Dans cette Europe de la dernière période des Lumières, on encourage et on rassemble les mémoires et les confessions des hommes remarquables, on donne des résumés des œuvres les plus connues, on cherche à en établir la classification. On attend de ces collections de documents personnels qu’ils livrent les matériaux d’une connaissance directe et véritable de l’homme et du monde humain. On insiste en même temps sur leur portée pratique et pédagogique : dans ces histoires de vie des hommes remarquables, les lecteurs  peuvent tirer des leçons ou prendre des exemples de celles qui sont les plus semblables à la leur. Karl Philipp Moritz, par exemple, l’auteur de Anton Reiser, forme le projet d’une revue de « psychologie de l’expérience » visant à réunir des écrits qui pourraient fonder une science de l'expérience à partir de l'observation du cœur humain (récits de maîtres d'école, d'officiers, de prêtres, de juristes, mais aussi de criminels ou de suicidaires...). 
C’est avec Johann Gottfried Herder cependant que la valeur reconnue des écrits autobiographiques trouve sa véritable dimension scientifique. Herder confie à une équipe de collaborateurs le soin de rassembler sous sa direction les autobiographies les plus remarquables de tous les temps et de tous les lieux. Mais surtout l’entreprise de Herder s’inscrit dans un tout autre contexte spéculatif que celui des intérêts psychologiques et moraux qui restaient essentiellement ceux du XVIIIe siècle. Dans l’avant-propos de la collection, qui commence à paraître en 1790, il souligne "la contribution de premier plan que constituerait pour l’histoire de l’humanité une Bibliothèque des écrivains par eux-mêmes". C’est en effet dans la perspective de la constitution d’une science historique rompant avec la pensée des Lumières qu’il faut situer la naissance de l’histoire de vie comme "objet de science". C'est la conscience de leur historicité, c'est-à-dire de la constitution de leur être dans le rapport au passé et à l'avenir, qui donne aux êtres humains, par opposition aux autres êtres vivants, leurs infinies possibilités de réalisation et de renouvellement individuels et collectifs.
Cette reconnaissance de l’individualité historique va marquer profondément ce que Wilhelm Dilthey appellera à la fin du siècle les "sciences de l’esprit" (Geistwissenschaft) : à la fois dans la définition de leurs "objets" et dans les modes d’appréhension et de connaissance requis par eux. Elle est à l’origine d’une attitude de compréhension scientifique, qui trouve son épanouissement en Allemagne dans l’œuvre de Dilthey lui-même, puis chez les fondateurs de la sociologie allemande que sont Max Weber et Georg Simmel, avant d’inspirer les travaux de la sociologie qualitative américaine et européenne. L’individu humain, dans son histoire singulière et dans ses inscriptions collectives, dans son rapport à soi-même et dans ses interactions avec les autres, sera dès lors au centre de la préoccupation épistémologique et méthodologique des sciences sociales.

### Wilhelm Dilthey et la méthode historique-biographique
Wilhelm Dilthey (1833-1911) est connu dans l'histoire des sciences humaines pour avoir entrepris de fonder en objet et en méthode une science de l'esprit, qui rende compte du caractère spécifique du monde humain et de son inscription sociohistorique, en élaborant des modes d'intelligibilité appropriés à la nature de son objet. Dans son Introduction aux sciences de l’esprit, Dilthey, affirmant la différence radicale que constitue le sujet humain, développe une épistémologie fondée sur la reconnaissance de l'humain par l'humain, c'est-à-dire sur l'expérience vécue et la compréhension. Nos pouvons comprendre le monde de l'homme, de ses idées, de ses sentiments, de ses actes, de son histoire et de ses créations, par notre propre expérience, par la conscience que nous avons de notre propre historicité, et par le fait que nous pouvons revivre et reconstruire les significations que d'autres ont donnée ou donnent à leurs actions et à leurs créations. Développée dans le champ des sciences historiques, la démarche compréhensive de Dilthey vise à reconstruire l'intelligibilité humaine d'une époque ou d'une culture à partir de l'interprétation de ses propres données.  
C'est dans la dernière partie de son œuvre, et en particulier dans L'édification du monde historique dans les sciences humaines, que Dilthey expose la place centrale qu’il accorde à la biographie et à l'autobiographie dans le modèle de compréhension qui doit fonder pour lui les sciences de l’esprit. La compréhension déployée à partir de l'intelligibilité de sa propre vie ouvre au chercheur la capacité épistémologique d'adhérer à des sens autres que les siens et de reconstruire les relations signifiantes particulières à son objet d'étude, - époque de l'histoire, système culturel, institution, œuvre d'art ou personnalité historique. Le principe même d’une science humaine est fondé sur l'auto-réflexion et sur l'auto-interprétation que l'historien ou le chercheur est capable de mener sur lui-même à partir de sa propre expérience de la vie.  
Dès lors, toute une partie de la réflexion de Dilthey porte sur la manière dont l'homme se saisit de sa propre vie pour lui donner une forme et un sens ; cette saisie signifiante passe par des processus de mise en relation par lesquels l'individu, en rapportant à l'unité d'un ensemble structurellement relié les différents moments de son existence, la transforme ainsi en un cours de la vie (Lebenslauf). Le processus de structuration de la vie est soumis à deux catégories essentielles qui sont celles de la temporalité et de la signification. Chaque moment présent de la vie, tout en ayant son existence propre, est relié à un passé et à un futur ; chaque expérience trouve sa place et prend son sens au sein de la forme construite sous laquelle l'homme se représente le cours de sa vie. La catégorie de la signification est étroitement liée à cette représentation de la vie comme totalité. C'est dans la figure et dans le développement que nous attribuons au parcours de notre vie que celle-ci trouve son sens et la signification particulière des moments qui la composent. C'est à ce point que l'histoire de la vie (Lebensgeschichte), en particulier sous sa forme la plus accomplie qu’est l'autobiographie (Selbstbiographie), prend la place paradigmatique qui va être la sienne dans la théorie diltheyenne : les opérations de constitution du sens que met en œuvre l'homme qui écrit sa vie constituent le processus et le modèle de compréhension des sciences de l’humain. Médiation à l'autre, origine et matrice du regard historique, l'autobiographie est le type d'histoire particulière à partir duquel on peut comprendre l'Histoire, le texte singulier à partir duquel on peut lire et comprendre le texte universel de l'humanité.  
C'est en grande partie au cadre conceptuel fourni par l’œuvre de Dilthey et à sa reconnaissance de l’intelligibilité biographique que l'on doit la place importante tenue par les histoires de vie dans plusieurs territoires des sciences humaines en Allemagne sous la forme d’un axe de recherche spécifique, la Biographieforschung (la recherche biographique). Pour ne donner que deux exemples où la littérature et la science historique s’interpénètrent, on notera la contribution essentielle d'un des principaux disciples de Dilthey, Georg Misch, qui consacre sa vie à une monumentale Histoire de l'autobiographie, commencée en 1907 et dont l'édition se poursuivra après la mort de son auteur jusqu'en 1969. L'œuvre de G. Misch est bien davantage qu'une étude d'histoire littéraire, elle revendique hautement son appartenance à la science historique et se donne comme l'histoire humaine de la conscience de soi telle qu'elle s'objective à travers les formes extrêmement diverses auxquelles les hommes ont eu recours pour parler d'eux-mêmes.  Paru en 1919, un autre ouvrage fondateur, Confessions allemandes, de Werner Mahrholz, présente les écrits autobiographiques comme les "témoins directs" de l'esprit et des sentiments d'une époque, comme "le miroir le plus limpide de la manière dont les hommes s'ajustent à leur environnement, à leur temps, aux idées et aux sentiments dominants de leur temps". Les écrits personnels font ainsi l’objet d'un questionnement méthodologique et prennent leur place comme documents historiques et sociologiques. 

### L’École de Chicagoet les documents personnels
À peu près à la même époque, de l’autre côté de l’Atlantique, à Chicago, des sociologues donnent aux "documents personnels" un statut de premier plan dans la manière d’appréhender la réalité sociale. La ville de Chicago, centre du capitalisme industriel et bancaire, compte en 1920 plus de deux millions d’habitants, dont le tiers d’origine étrangère venus majoritairement d’Europe du Nord et d’Europe centrale. Chicago est alors la deuxième ville polonaise dans le monde, la troisième ville allemande, la troisième ville suédoise. C’est dans ce cadre urbain marqué par la misère sociale et économique, par les effets de la ghettoïsation des communautés et par les conflits interethniques qu’elle engendre, par les problèmes liés à l’immigration et aux difficultés d’intégration de populations récemment transplantées, que se développe le courant de sociologie empirique connu sous le nom d’École de Chicago, qui va faire de la ville et des problèmes urbains le terrain d’élection et le laboratoire de la science sociale.
Entre 1915 et 1940, les sociologues de Chicago et leurs étudiants livrent près de quarante études ayant pour objet les minorités nationales ou ethniques ou les microsociétés parallèles ou déviantes de la ville. La plus connue de ces études, qui prit très vite une dimension fondatrice, est celle que William I. Thomas et Florian Znaniecki consacrèrent à l’immigration polonaise et dont ils tirèrent leur ouvrage monumental, The Polish Peasant in Europe and America, publié pour la première fois en cinq volumes entre 1918 et 1920. Dans les années 1910, au moment où William I. Thomas commence son enquête, les Polonais forment la communauté étrangère la plus importante de la ville ; d’origine essentiellement paysanne, les immigrants polonais, qui fournissent des manœuvres et des ouvriers à la grande industrie, éprouvent une certaine difficulté à intégrer les modes de vie urbains et à s’assimiler à la société américaine. La presse de Chicago dénonce régulièrement les actes de criminalité ou de délinquance dont se rendraient coupables les ressortissants polonais. Thomas veut tenter de répondre en particulier au problème que posent les comportements contradictoires que l’on peut observer chez les immigrants polonais, qui tantôt font preuve d’une soumission quasi féodale à l’autorité, tantôt manifestent le mépris le plus total envers toute discipline sociale, quitte à engager de véritables guerres avec les forces de police. Thomas, à l’encontre des explications simplistes de type ethnique, cherche à comprendre de l’intérieur ces comportements en les mettant en relation avec les ruptures et les déséquilibres survenus dans les modes de relations sociales à l’intérieur de la communauté d’appartenance. Aussi est-il conduit à considérer non seulement la situation actuelle des immigrants dans leur environnement citadin et américain, mais aussi la société dont ils sont issus, et en particulier les communautés villageoises de Pologne. 
Sur le plan méthodologique, dans la lignée de Weber et de Simmel mais aussi des anthropologues américains, les sociologues de Chicago pratiquent et défendent une sociologie qualitative et "compréhensive" qui se nourrit d’enquêtes et d’observations menées au plus près du "terrain". Développant une conception interactive de l’individu et de son environnement, ils font du sujet individuel et des significations qu’il donne à ses comportements la source principale de la compréhension de la réalité sociale. Dès lors la compréhension de cette réalité ne peut être mieux assurée que par ces mêmes acteurs et par ce qu’ils disent sur la manière dont ils perçoivent et définissent eux-mêmes la réalité de leur situation. On rassemblera donc les matériaux d’une telle "définition de la situation" en sollicitant les points de vue et les témoignages personnels au sein de la population étudiée. L’originalité de l’École de Chicago est d’avoir accordé une importance toute particulière aux "documents personnels" dans toutes leurs variétés : entretiens, témoignages, lettres, récits de vie, autobiographies. Pour son étude sur Le Paysan polonais, Thomas rassemble 754 lettres échangées entre des immigrants polonais de Chicago et leurs familles restées en Pologne. Ces lettres constituent des documents de première main sur la manière dont les immigrants perçoivent et interprètent les situations qu’ils vivent et elles éclairent des comportements qui ne trouvent leur explication qu’en relation avec les attentes et les pressions des groupes d’origine. 
Le privilège accordé au récit de vie comme matériau sociologique repose sur le pouvoir spécifique que Thomas et Znaniecki reconnaissent au récit écrit d’ordonner et de rapporter les moments d’une vie selon les attitudes et les valeurs auxquelles participe son auteur, et de comprendre de l’intérieur, c’est-à-dire dans la manière dont ils retentissent sur les individus et dont ceux-ci y réagissent, les événements sociaux et les institutions auxquels l’existence individuelle est mêlée. Le récit de vie permet de donner à la notion de définition de la situation l’épaisseur et la signification historiques qui lui manquent lorsqu’elle est réduite à l’énoncé hic et nunc de la situation du sujet. Il permet de refaire, avec l’histoire du sujet, celle des institutions, au sens très large, auxquelles sa vie a été mêlée : institutions communautaires, familiales, éducatives ; institutions économiques, sociales, politiques. Le récit de vie donne à saisir indissociablement, dans la perspective d’un passé recomposé, le sujet individuel et l’être social. C’est dans cet esprit de compréhension à la fois diachronique et synchronique, idiosyncrasique et sociologique, que s’inscrit le recueil de récits de vie par les sociologues de Chicago, à commencer par le premier d’entre eux, celui de Wladek Wisniewski dans Le Paysan polonais, qui occupe plus de trois cents pages de l’ouvrage. 
Autant qu’une valeur heuristique, le récit de vie a pris pour l’École de Chicago une valeur pédagogique et didactique. Jean Peneff rappelle que Park et Burgess demandaient aux futurs étudiants du département de sociologie de rédiger leur autobiographie et c’est seulement après s’être acquittés de cette tâche qu’ils avaient la possibilité de s’inscrire à leurs cours. Les deux professeurs partaient du principe que pour devenir sociologue et comprendre les milieux sociaux, il fallait tout d’abord commencer par prendre conscience de sa propre inscription sociale et pour cela faire son histoire de vie et celle de sa famille.  Le recours propédeutique au récit de vie s’inscrivait ainsi dans une démarche à la fois personnelle et professionnelle  de compréhension de soi-même et des autres.

### En France, la redécouverte et le développement des histoires de vie depuis les années 1970
Au moment où Philippe Lejeune commence à théoriser l’approche littéraire des écrits autobiographiques et en définit des règles génériques les "histoires de vie", après une longue éclipse à la fois épistémologique et méthodologique, émergent simultanément dans le champ des sciences sociales et dans celui des sciences de l’éducation, ces dernières venant d’être créées au sein de l’université française. L’intérêt porté à l’histoire de vie dans les sciences sociales nourrit d’ailleurs une abondante production éditoriale qui trouve un public beaucoup plus large que celui des seuls chercheurs.  Parmi les grands succès autobiographiques, Le cheval d’orgueil, de Pierre Jakez Hélias, mémoires d’un breton du pays bigouden, ou le livre célèbre de l’anthropologue et écrivain Oscar Lewis, Les enfants Sanchez, autobiographie d’une famille mexicaine, qui déclenchera nombre de vocations de "chercheurs en histoires de vie".

#### L'approche biographique et les récits de vie
Les années 1970 marquent un tournant épistémologique et méthodologique dans les sciences sociales. Dans la mouvance des événements de mai 1968, l’émergence d’un sensibilité politique et sociale attentive aux formes de la culture populaire et de la mémoire collective, le développement de courants de société (féminisme, mouvements homosexuels, mouvements associatifs) attachés à définir de nouveaux rapports sociaux, les transformations rapides qui affectent les structures économiques et sociales et qui rendent caducs les modèles explicatifs jusqu’ici en vigueur, conduisent à s’interroger sur la pertinence de méthodes fondées exclusivement sur la statistique et l’échantillonnage, pour saisir le vécu social dans ses conditions et ses pratiques concrètes. Ce que certains ont appelé "la crise de la sociologie" met à jour la distance qui sépare les constructions préétablies et standardisées des enquêtes par questionnaires et la réalité individuelle et subjective des situations vécues par les acteurs sociaux. C’est dans ce climat général qu’il faut situer la redécouverte (ou la découverte) par les sociologues français de la tradition biographique anthropologique à travers les récits des ethnologues ou les travaux de l’école de Chicago et leurs prolongements.  	
On doit à Daniel Bertaux d’avoir introduit l’approche biographique dans les sciences sociales françaises et d’avoir mené le premier une réflexion terminologique et méthodologique sur les notions d’histoire de vie et de récit de vie. Bertaux fonde le recours au récit de vie sur la dimension synthétique à laquelle il permet d’atteindre : là où l’analyse sociologique échoue à saisir le vécu des rapports sociaux, les récits de vie donnent à voir le social comme assemblages d’expériences vécues. Dans le même temps, Bertaux prend soin de définir l’objet "récit de vie" : le récit de vie est le récit qu’une personne fait à une autre de son expérience de vie dans une interaction de face à face. Contrairement à l’autobiographie qui est d’abord un écrit tenu "pour soi", le récit de vie est un récit oral suscité par une demande extérieure. Ce rapport de la demande et de son acceptation s’inscrit dans un cadre institué où se définissent des rôles et des statuts, celui du chercheur et celui de l’informateur, qui ne sont évidemment pas sans répercussion sur le récit lui-même.  	
Définissant la méthodologie des enquêtes sociologiques à partir des histoires de vie, Bertaux pose comme une précaution méthodologique fondamentale la distinction entre la vie vécue par une personne et le récit qu’elle peut en faire, mettant ainsi en garde contre l’"idéologie biographique" qui postule une transparence entre le vécu et le raconté. Bertaux n’en affirme pas moins la pertinence sociologique du recours, sous certaines conditions, aux récits de vie pour accéder à des informations que des approches de type quantitatif ne sont pas en mesure d’apporter. Ces conditions sont de plusieurs ordres : elles concernent à la fois la définition de l’objet de connaissance que se fixe le sociologue, les procédures de recueil de récits de vie, les modalités de traitement et d’analyse du matériau ainsi constitué. La méthode des récits de vie, sous le nom d’ethnosociologie ou d’ethnobiographie, donnera lieu à de très nombreux travaux, axés soit sur les récits de pratiques (par exemple les travaux de Daniel Bertaux et Isabelle Bertaux-Wiame sur la boulangerie artisanale ou de Bernard Zarca sur l’artisanat), soit sur des thèmes transversaux (par exemple les études de Michael Pollak et Marie-A. Schiltz sur la situation des homosexuels face au sida, de Daniel Bertaux et Catherine Delcroix sur les rapports pères-enfants), ou encore sur le trajectoires familiales et sociales (on retiendra particulièrement ici, pour son ambition théorique et sa pertinence méthodologique, l’étude menée par Didier Demazière et Claude Dubar sur les récits d’insertion de jeunes gens sortis de l’école sans baccalauréat et interrogés sept ou huit années plus tard sur leur parcours social et professionnel ). Parallèlement à ces études se développe une double réflexion, d’une part sur le statut de l’histoire de vie et sur sa valeur en tant que document scientifique, c’est-à-dire sur la capacité d’une parole singulière à incarner le monde social, d’autre part sur le récit de vie en tant qu’objet de langage et sur sa dimension d’autocréation en tant que pratique auto-poétique. En relation à l’un et l’autre de ces questionnements, deux ouvrages fondateurs doivent être ici mentionnés, de nature très différente : celui du sociologue italien Franco Ferrarotti, Histoire et histoires de vie, qui expose les fondements théoriques de la méthode biographique dans les sciences sociales, et la très belle étude de Maurizio Catani consacrée au seul récit de Suzanne Mazé et de son jardin, Tante Suzanne.  	
La méthode biographique et le recours aux entretiens narratifs et aux récits de vie font aujourd’hui partie intégrante de l’enquête et de l’analyse sociologiques : les études et les ouvrages de Jean-Claude Kaufmann sur le couple et l’organisation ménagère, de Stéphane Beaud sur le devenir des jeunes après le baccalauréat ou de François Dubet sur les inégalités au travail ont largement emprunté à la démarche des récits de vie. 	

#### Les histoires de vie en formation
Dans le champ de la formation, les histoires de vie apparaissent à la fin des années 1970, dans le contexte des transformations économiques et sociales qui affectent les sociétés occidentales et des remises en cause politiques et idéologiques qu’elles entraînent. Le recours à l’histoire de vie comme pratique de formation s’inscrit dans un contexte marqué par les bouleversements socioprofessionnels et familiaux qui affectent une société en pleine transformation et par la perte des repères traditionnels qui permettaient à l’individu de se construire au fil d’étapes clairement reconnues se succédant selon un ordre immuable. L’éclatement des structures et la précarité de la vie professionnelle obligent l’individu à opérer un réajustement permanent de son vécu et à procéder à cet effet à une réappropriation constante du sens de sa vie. Il est significatif que les histoires de vie apparaissent dans le champ de la formation au moment où l’individu a de plus en plus de mal à trouver sa place dans l’histoire collective et où il est renvoyé à lui-même pour définir ses propres repères et "faire sa propre histoire". La pratique de l’histoire de vie apparaît ainsi comme une façon pour le sujet, en accédant à sa propre historicité, d’être l’auteur / acteur de sa vie.
Dans le contexte de l’institution éducative, les histoires de vie n'émergent que sur les marges des champs disciplinaires constitués et des pratiques reconnues de formation. Participant au mouvement de recherche alternative qui traverse les sciences sociales, les histoires de vie trouvent d’abord leur ancrage dans le cadre de la formation des adultes où elles développent, dans l’esprit de l’éducation populaire, une "visée émancipatrice et militante". Ayant à répondre aux besoins de formation émanant de publics en demande d’emploi ou en réorientation professionnelle, les chercheurs et les praticiens qui font appel aux histoires de vie s’inscrivent en effet contre une définition académique et instrumentale de l’intervention formative et développer une conception globalisante de la formation. Ils considèrent la démarche par les histoires de vie comme le lieu d’une exploration des parcours personnels de formation, devant déboucher sur l’établissement de nouveaux rapports au savoir et sur la définition de projets de formation . Un aspect essentiel de la démarche intégrative de la formation par les histoires de vie réside dans la reconnaissance, - à côté des savoirs formels et extérieurs au sujet que vise l’institution scolaire et universitaire -, des savoirs subjectifs et non formalisés que les individus mettent en œuvre dans l’expérience de leur vie et dans leurs rapports sociaux. Ces savoirs "insus"  jouent un rôle primordial dans la manière dont les sujets investissent les apprentissages, et leur conscientisation permet de définir de nouveaux rapports au savoir. Cette prise en compte de l’expérience individuelle s’inscrit dans une démarche globale qui associe étroitement les personnes au processus formatif et les considère comme les acteurs à part entière de leur propre formation. C’est dans ce cadre d’autoformation que la méthode des histoires de vie a été définie par Gaston Pineau, selon une formule souvent reprise, comme "procès d’appropriation de son pouvoir de formation". 
Les démarches mises en œuvre recourent à diverses procédures d'anamnèse orale et écrite, dont la forme la plus courante est celle de la narration autobiographique, mais qui peuvent aussi emprunter à d'autres techniques (arbre généalogique, blasons, portraits, etc.). L'objet de la démarche est de permettre à chacun des participants du groupe de formation de construire son  "histoire", c’est-à-dire de (re)connaître, à partir du récit des événements et des expériences de son existence, un parcours qu'il tient pour sien et qui donne à cette existence la forme et le sens d'un projet. Définies par Gaston Pineau comme "recherche et construction de sens à partir de faits temporels personnels", les histoires de vie trouvent leur visée formative dans la capacité de changement qualitatif, personnel et professionnel, engendrée par un rapport réflexif à son "histoire" considérée comme "processus de formation".  
Sous la forme des "récits de vie" ou des "histoires de vie", l’approche biographique s’est aussi déployée dans les secteurs de la micro-histoire, de la psychologie, de la thérapie ou encore dans ceux de l’orientation scolaire et professionnelle et de l’insertion sociale et professionnelle. Quant à la recherche biographique en éducation, elle met le biographique au centre de son paradigme de recherche, avec des objets et une méthode qui lui sont spécifiques.  

## Les objets et la méthode de la recherche biographique en éducation
La recherche biographique en éducation se distingue d'une sociologie de l'individu, qui s'attache à observer l'ancrage des expériences de l'individu dans une dimension prioritairement sociale, à l'aune des déterminations qui les conditionnent et des structures dans lesquelles elles s'inscrivent. Elle se distingue également d'une perspective psychologique qui viserait à saisir l'individu dans ses seuls affects et fonctionnements psychiques. 

### Le «fait biographique»
La recherche biographique se démarque en effet d’autres courants de recherche en ceci qu’elle introduit la dimension du temps, et plus précisément de la temporalité biographique dans son approche des processus de construction individuelle, sur laquelle Ferrarotti insiste particulièrement. Pour lui, les êtres humains ne sont pas des "données" que l’on pourrait connaître depuis le regard extérieur et objectif auquel a longtemps prétendu le savoir positiviste des sciences de la nature ; ils sont des "processus en devenir", des êtres ancrés dans l’espace et dans le temps, des "sujets mobiles et incertains". L’être humain fait l’expérience de lui-même et du monde dans un temps qu’il rapporte à sa propre existence. La temporalité biographique est une dimension constitutive de l’expérience humaine, à travers laquelle les hommes donnent une forme à ce qu’ils vivent. Cette temporalité biographique a sa grammaire ou sa syntaxe fondée sur la séquence narrative matricielle que représente la mise en intrigue de la vie, de la naissance à la mort. La recherche biographique fait réflexion de l’inscription de l'agir et du penser humains dans des figures orientées et articulées dans le temps, qui organisent et construisent l’expérience selon la logique d’une raison narrative. Selon cette logique, l’individu humain vit chaque instant de sa vie comme le moment d’une histoire : histoire d’un instant, histoire d’une heure, d’une journée, histoire d’une vie. Quelque chose commence, se déroule, vient à son terme, dans une succession, un chevauchement, un empilement indéfini d’épisodes et de péripéties, d’épreuves et d’expériences. La dimension du biographique doit être ainsi entendue comme une élaboration cumulée et intégrative de l’expérience selon une herméneutique qui fait de la mise en intrigue narrative son mode d’appréhension et d’intelligibilité de la vie. 
Telle est la réalité  anthropologique du "fait biographique". Les êtres humains n’ont pas un rapport direct, transparent à leur vécu et au déroulement de leur vie ; ce rapport est médiatisé par le langage et par ses formes symboliques. On rappellera la célèbre formule du philosophe allemand Wilhelm Schapp (1992) : "Die Geschichte steht für den Mann [L’histoire tient lieu de l’homme]". L’"écriture de la vie" à laquelle renvoie l'étymologie du mot biographie doit être ici comprise comme une attitude première et spécifique du vécu humain : avant toute traduction ou expression de leur existence dans des formes verbalisées, orales ou écrites, les hommes configurent mentalement leur vie dans la syntaxe du récit. La perception et l'intelligence de leur vécu passent par des médiations qui prêtent une figure narrative aux événements et aux situations de leur existence. Reconnaissant la dimension constitutive du "fait biographique" dans le développement humain, la recherche biographique se donne pour tâche spécifique d'explorer l’espace et la fonction du biographique dans les processus complémentaires d’individuation et de socialisation, d’en interroger les multiples dimensions – anthropologique, sémiotique, cognitive, psychique, sociale – aux fins d'aider à mieux comprendre les liens de production et de construction réciproque des individus et des sociétés. La catégorie du biographique donne en effet accès au travail de genèse socio-individuelle par lequel les individus perlaborent le monde social et historique et ne cessent de le produire en se produisant eux-mêmes.

### L’activité biographique
Ce travail de perlaboration et de genèse peut être précisé en resituant et en décrivant l’activité biographique en tant qu’appropriation et que construction de l’expérience.  
Les expériences que font les individus se déroulent dans les mondes historiques et sociaux auxquels ils appartiennent et portent ainsi la marque des époques, des milieux, des environnements dans lesquels ils vivent. Selon leurs appartenances, leur âge, leur catégorie socio-professionnelle, leurs activités de socialité, les individus traversent successivement et quelquefois simultanément un grand nombre d’espaces sociaux et de champs institutionnels : famille, école et institutions de formation, marché du travail, profession et entreprise, institutions sociales et culturelles, associations et réseaux de socialité, etc. Or, ces données sociales "objectives" ne sont pas perçues comme telles dans l’expérience individuelle et singulière qu’ils en font. La manière dont les individus vivent et expérimentent la "réalité sociale", leur mode de présence  dans le monde social relève d’une expérience dans le temps : l’individu vit l’espace social comme une succession temporelle de situations et d’événements. Pour lui, le monde social se constitue au fur et à mesure de ses expériences comme un ordre sensé d’actions. 
Les savoirs sociaux sont organisés dans la conscience individuelle sous forme de scripts d’action et de "plans de vie". En particulier, les mondes sociaux auxquels l'individu participe sont appréhendés par lui sous la forme des programmes biographiques ou encore des "biographies typiques" dont ils sont porteurs. Chaque espace social (la famille, l’école, l’entreprise, etc.) spécifie ainsi des structures d’action et des profils biographiques qui font partie des savoirs transmis et sont actualisés et éprouvés dans l’expérience quotidienne. Cette "temporalisation biographique" de l’espace social a pour effet une transformation dans la perception et la construction du monde social, organisé non plus selon des règles abstraites et formelles mais selon le point de vue et la temporalité de celui qui le traverse. Dès lors les réalités sociales n’existent pas pour l’individu comme elles peuvent exister pour le sociologue : elles prennent pour lui l’aspect d’expériences qu’il rapporte à lui-même. Dans la conscience individuelle, les faits sociaux qui déterminent les situations, les interactions, les trajectoires, tout ce qui fait que la vie d’un individu est traversée de part en part par le social, relève de la logique des expériences accumulées et de la forme propre que ces expériences impriment au sentiment de soi-même et de son existence. L’individu ne peut saisir le social autrement que de manière autoréférentielle, en rapport avec son histoire et ses expériences, dans les formes de son "monde-de-vie", pour reprendre le concept développé par Alfred Schütz, ou encore, selon l'expression des sociologues allemands Peter Alheit et Bettina Dausien, en construisant "le monde intérieur du monde extérieur". Ce que fait apparaître cette logique de subjectivation et d’appropriation biographique, c'est la dimension socialisatrice de l'activité biographique, le rôle qu'elle exerce dans la manière dont les individus se comprennent eux-mêmes et se structurent dans un rapport de co-élaboration de soi et du monde social. L'activité biographique accomplit ainsi une double et complémentaire opération de subjectivation du monde historique et social et de socialisation de l’expérience individuelle : elle est à la fois et indissociablement ce par quoi les individus se construisent comme êtres singuliers et ce par quoi ils se produisent comme êtres sociaux. 
L’activité biographique peut être décrite comme un ensemble d'opérations mentales, verbales, comportementales, par lesquelles les individus s'inscrivent subjectivement dans les temporalités historiques et sociales qui leur préexistent et les environnent, en s'appropriant les séquences, les programmes et les standards biographiques formalisés (curriculum scolaire, curriculum professionnel, mais aussi scripts d'action et scénarios) des mondes sociaux auxquels ils participent. Elle apparaît en conséquence comme un processus essentiel de constitution de l’individu en société. Le biographique pourrait ainsi être défini comme une catégorie de l'expérience qui permet à l'individu, dans les conditions de son inscription socio-historique, d'intégrer, de structurer, d'interpréter les situations et les événements de son vécu. Selon les époques et les formes sociétales, les manifestations de l’activité biographique et l'intensité du travail qui lui correspond varient en fonction du recours différencié que font les sociétés à la réflexivité individuelle et à ce champ privilégié de réflexivité que constitue la construction biographique.

### La méthode de recueil et d’interprétation des données
La recherche biographique, dont la visée l’amène à travailler avec le matériau biographique dans une perspective différente de celle de la sociologie ou de la psychologie, a développé une méthodologique spécifique. Celle-ci accorde une place privilégiée au narrateur, sujet-auteur de son histoire et en même temps de l’histoire collective dans laquelle toute existence humaine se configure. Considérant que l’activité langagière est l’une des médiations permettant d’accéder aux modalités singulières d’écriture de soi, d’inscription de soi dans le monde et du monde en soi, c’est donc "sur le recueil d’une parole du sujet lors d’entretiens de recherche biographique qu’elle s’appuie et qu’elle développe ses interprétations", explique Delory-Momberger. 

#### Les entretiens de recherche biographique
Il s’agit de recueillir une parole sur une expérience à un moment donné et de chercher à y entendre la singularité d’une construction individuelle en relation avec les autres et avec le monde social, pour saisir comment chacun conjugue son expérience et les mondes communs de penser et d’agir dans lesquels il est engagé. Mais si les récits produits rendent compte des déterminations collectives avec lesquelles les actions des individus interagissent, c’est davantage à la configuration "que chacun donne à sa propre existence et qui fonde le sentiment qu’il a de lui-même que vise à saisir et à comprendre l’entretien de recherche biographique". Aussi, à la différence de nombreux autres types d’entretien de recherche, le narrateur voit son travail de configuration pris en compte dans le cadre de l’entretien biographique. Comme l'écrit Ferrarotti : "Les récits biographiques dont nous nous servons ne sont pas des monologues face à un observateur réduit au rôle de support humain d'un magnétophone. Chaque entretien biographique est une interaction sociale complexe, un système de rôles, d'attentes, d'injonctions, de normes et de valeurs implicites, souvent aussi de sanctions. […] Liaisons entre observateur et observé dans une relation réciproque, connaissance scientifique exigeant l'herméneutique d'une telle interaction, récit biographique perçu comme action sociale, l'entretien biographique nous semble être un exemple parfait du pôle clinique des sciences humaines".  
La recherche biographique est par définition collaborative puisqu’elle implique un travail du sujet avec lequel le chercheur entre en relation, en même temps qu’un travail du chercheur. Mais ce travail n’est pas de même nature pour les uns ou les autres : Le narrateur et le chercheur se trouvent ainsi conjointement impliqués par la situation de la recherche. Les sujets y effectuent un travail de mise en forme et en sens de leurs expériences qui les place en position "d’enquêter" sur eux-mêmes ; les chercheurs cherchent à comprendre le travail de configuration narrative et de construction biographique accompli par les sujets dans la situation d’entretien. Sujets narrateurs et chercheurs se trouvent ainsi conjointement impliqués dans la démarche de la recherche.
L’entretien, qu’il prenne une forme orale ou écrite, ne visera pas à fournir des réponses aux questions que le chercheur se pose déjà en fonction de sa connaissance du contexte et à valider ainsi des hypothèses préconstruites. Le chercheur se trouverait alors face à un "enquêté" plus que d’un narrateur et ne saurait accéder au travail de narration à l’œuvre qui se résumerait à la production d’un récit préfabriqué par les questions du chercheur. Cela implique donc que le chercheur adopte une autre position dans laquelle son questionnement ne précède plus la narration mais procède de la parole même du narrateur. Le chercheur a la charge de suivre le narrateur qui devient lui-même producteur de la question, il recueille les marques de son questionnement et perçoit les motifs que le narrateur met en intrigue ainsi que la variété et la singularité de ses expériences et de ses modes d’existence. En invitant le narrateur à adopter une posture réflexive (les chercheurs ne  "forcent pas le passage"), l’entretien de recherche biographique mobilise la dimension performative du récit et ses effets de formation. Il vise à l’appropriation de son histoire et de son projet par le narrateur, dans une perspective émancipatrice qui respecte sa singularité.
Une telle visée nécessite que les chercheurs mesurent la dimension éthique du recueil des données auquel ils procèdent et qu'ils construisent une posture adéquate qui guidera également l’interprétation de ces données. 

#### L’interprétation des entretiens biographiques
L’interprétation d’entretiens de recherche biographique est confrontée à un certain nombre de difficultés. En effet, récit et action se trouvent en étroite interaction. L’organisation d’expériences diverses en un récit permet de les transformer en une histoire qui agit à la fois sur le texte en tant que forme et sur l’agir humain représenté dans le texte. C’est là le sens de la "mise en intrigue" telle que l’analyse Paul Ricœur. Mettre en récit des expériences "fait quelque chose" dans le sens où cela transforme la perception des expériences et agit sur la position du narrateur et sur ses capacités d’action. C’est ce qui donne au récit sa dimension formative et potentiellement émancipatrice.  
Cette dimension de configuration propre à la mise en intrigue narrative demande à être prise en compte dans l’interprétation des récits produits. L’interprétation portera donc sur le récit en tant qu’action, révélée par les activités langagières qu’il accomplit. Elle portera également sur le travail d’interprétation qu’accomplit le narrateur, qui interprète et évalue son action en fonction de sa situation présente et de ses projets. Le narrateur produit une argumentation en même temps qu’un récit, venant expliquer/ interpréter/ justifier ses actes passés en fonction de ceux à venir, dans un mouvement de mise en lien entre passé, présent et futur (ce que les chercheurs nomment la construction d’une historicité). Dès lors, les outils d’interprétation des entretiens biographiques relèveront à la fois des sciences des textes et des discours, -  telles que la narratologie, la linguistique, l’analyse du discours -, et des théories de l’action. Les chercheurs s'appuient notamment sur un modèle proposé par Delory-Momberger, à partir de quatre catégories d’analyse élaborées par le sociologue et psychologue allemand Walter R. Heinz, modèle adapté à chaque recherche, en fonction des objectifs qu'elle poursuit en termes de production de connaissance. La première catégorie s’intéresse aux formes du discours (narratif, évaluatif, explicatif, descriptif) ; la seconde observe le schéma d’action, l’attitude mise en œuvre dans le récit, dans le rapport aux situations et aux événements (agir stratégique, agir progressif, agir avec prise de risques et agir attentiste) ; la troisième s’attache à relever les "motifs" récurrents qui thématisent et organisent l’action du récit, en offrent des clés d’interprétation et révèlent la forme propre que se donne le narrateur ; enfin, la quatrième catégorie s’intéresse à la gestion biographique de ces "motifs" en fonction d’une réalité socio-individuelle : il s’agit de prendre en compte les confrontations entre la biographie d’expérience du narrateur et les "standards biographiques" des mondes sociaux auxquels il appartient, confrontations dont les enjeux politiques apparaissent dans ce qu’elles peuvent manifester du pouvoir et de la puissance d’agir du sujet qui produit son récit. Ces quatre catégories, dont les observables sont mis en relation les uns avec les autres, permettent de saisir comment le narrateur se "fabrique" en interaction avec son environnement. Quand cela est possible, l’interprétation des récits par le ou les chercheurs d’une équipe est ensuite proposée aux différents acteurs de la recherche dans une nouvelle étape de partage réflexif qui permet de l’enrichir. 

## Lexique de la recherche biographique en éducation
Les auteurs, chercheurs ou praticiens, s’appuyant sur ou travaillant avec des narrations d’expérience (sociologues, historiens, psychologues, etc.) adoptent des terminologies parfois divergentes, qui révèlent des perspectives et des postures de recherche résolument différentes. Par exemple, certains auteurs opèrent pour certains termes, tels que "récit" et "histoire", des distinctions riches de sens, suivant qu’ils souhaitent mettent l’accent sur la dimension temporelle (on préfère alors le terme "histoire"), la dimension orale (c’est alors le mot "récit de vie" qui est parfois retenu), le caractère fragmentaire ou pas de la production narrative (l’"histoire" concernant parfois une vie entière quand le "récit" désignerait la relation de fragments ou d’épisodes de la vie). Dans la recherche biographique en éducation, les chercheurs privilégient le terme de "récit". À ce propos, Delory-Momberger  explique : "Le terme même d' histoire de vie et les contextes dans lesquels il est utilisé (faire l'histoire de sa vie, se réapproprier son histoire) prêtent à croire que les choses sont "derrière soi", que les événements passés de la vie ont une forme et un sens en eux-mêmes, autrement dit qu'ils font histoire, et qu'il suffirait de reconstituer cette histoire pour accéder à la réalité et à la vérité d'un vécu dont le sens est resté caché, aliéné, refoulé (selon les référents théoriques que l'on se donne)".  Le choix du mot "récit" permet une distinction claire avec la notion d’"histoire" qui est ce que le récit permet de construire, la configuration douée de sens que le narrateur prête à son parcours, qui ne peut relever que d’une "véridicité" subjective, évolutive et provisoire. Dans le champ de la recherche biographique en effet, la connaissance produite ne repose pas sur la quête d’une "vérité" intrinsèque mais sur l’observation d’un processus révélateur d’un rapport à soi et au monde noué dans le moment et dans le lieu du récit qui le produit et qui l’énonce. Ceci étant précisé, il reste à rappeler que le choix du terme "récit" doit s’entendre dans sa relation avec les concepts propres à la recherche biographique en éducation, comme l’une des formes de la biographisation. 
Biographie / biographique. La recherche biographique fait recours aux termes de biographie et de biographique pour désigner, non pas la réalité factuelle du vécu, mais le champ de représentations et de discours selon lesquels les êtres humains construisent la perception de leur existence et se la rendent intelligible. L’étymologie de ces mêmes termes souligne combien cette compréhension narrative de l'expérience ressortit à une écriture, c'est-à-dire à un mode symbolique et discursif d’appréhension et d’interprétation du vécu ayant sa syntaxe, ses motifs et ses figures.  
Biographisation. Il s’agit d’un concept introduit en France par Delory-Momberger en 2003 pour désigner le processus par lequel l’individu produit, pour lui comme pour les autres, les manifestations, les formes et le sens de son existence. Contrairement aux termes "récit" et "histoire", le terme biographisation ne concerne pas les seules productions langagières mais recouvre toutes les activités que mettent en œuvre les individus pour se produire comme êtres sociaux singuliers (tenue du corps, vêtements, parures, manières d’être et d’agir, manifestations sensibles, production d’œuvres, etc.). Il s’agit de "l’ensemble des opérations et des comportements par lesquels les individus travaillent à se donner une forme propre dans laquelle ils se reconnaissent eux-mêmes et se font reconnaître par les autres". Dans ce sens, la biographisation apparaît comme une herméneutique pratique, un cadre de structuration et de signification de l’expérience s'exerçant de façon constante dans la relation de l'homme avec son vécu et avec son environnement social et historique. 
Hétérobiographie/hétérobiographisation. Ces termes désignent un processus d’éducation de soi passant par la compréhension et  l’interprétation du récit oral ou écrit d’autrui. Le récit de l’autre sollicite chez l’auditeur ou le lecteur ses propres expériences et ressources biographiques, qui se trouvent agrandies, enrichies, possiblement modifiées et transformées dans la rencontre avec un autre univers narratif et biographique. En effet, le récit a des effets de formation à la fois sur celui qui le produit et sur ceux qui le reçoivent. L’hétérobiographie correspond à "ces formes d’expérience et d’écriture de soi que nous pratiquons lorsque nous com-prenons le récit par lequel un autre rapporte son expérience, lorsque nous nous l’approprions au sens de nous le rendre propre, de nous y com-prendre nous-mêmes". 
Biographicité. Elle désigne la capacité, fondée sur le capital accumulé d’expériences et de ressources biographiques, de reconnaître et de catégoriser l’expérience qui advient comme "familière", "identique", "nouvelle", "étrangère", etc. et de l’intégrer (ou non)  aux expériences déjà faites et à la réserve de connaissances qu’elles constituent. La singularité de l’expérience individuelle ne peut être comprise qu’à travers la logique interne, biographique, des expériences antécédentes et la manière dont elles configurent l’appréhension du présent et de l’avenir. La biographicité est ainsi le code personnel selon lequel sont perçues, interprétées, appropriées les expériences nouvelles. Cette intégration de l’expérience a ses zones de réussite et d’échec. Si l’existence peut être considérée comme une suite ininterrompue d’expériences, chacune de ces expériences ne fait pas expérience de la même façon, ne présentent pas la même biographicité. Certaines sont facilement intégrées et entrent sans résistance dans le capital expérientiel, parce qu’elles reproduisent ou rappellent des expériences antérieures et qu’elles peuvent être re-connues. D’autres expériences demandent un travail d’ajustement, d’interprétation, parce qu’elles ne correspondent pas exactement aux schémas de construction que les expériences passées ont permis de s’approprier. Certaines situations ne deviennent pas des expériences, elles ne trouvent pas leur place dans la biographie d’expérience : c’est le cas par exemple de situations qui surviennent de façon trop "précoce" dans l’enfance ou l’adolescence, ou encore d’événements, quelquefois dramatiques (accidents, deuils), qui dépassent, provisoirement ou durablement, cette capacité d’intégration biographique.  
Biographie, biographisation, biographier, hétérobiographie et biographicité sont des notions spécifiques à la recherche biographique en éducation qui mettent en évidence ses objets : l’observation et la compréhension de processus d’interprétation des processus selon lesquels les êtres humains se construisent comme sujets singuliers. En découlent l’approche méthodologique précédemment décrite et une posture particulière du chercheur, l’une et l’autre s’élaborant en fonction des objectifs et des étapes de la recherche.